# Marcelo Tapia
Marcelo Daniel Tapia Amarillo, noto semplicemente come Marcelo Tapia (Montevideo, 26 settembre 1992), è un calciatore uruguaiano, centrocampista del Villa Teresa.

## Caratteristiche tecniche
È un trequartista.

## Carriera
Cresciuto nel settore giovanile del Progreso, ha esordito in prima squadra il 7 ottobre 2012 disputando l'incontro di Primera División Profesional vinto 2-0 contro il Fénix.